# 5è Exèrcit Panzer

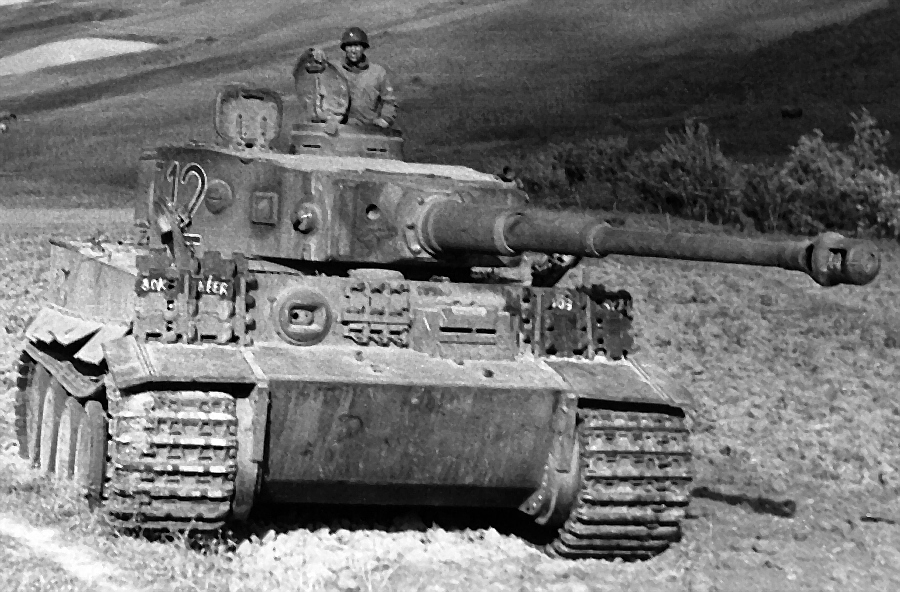
Tanc Tiger a Tunísia

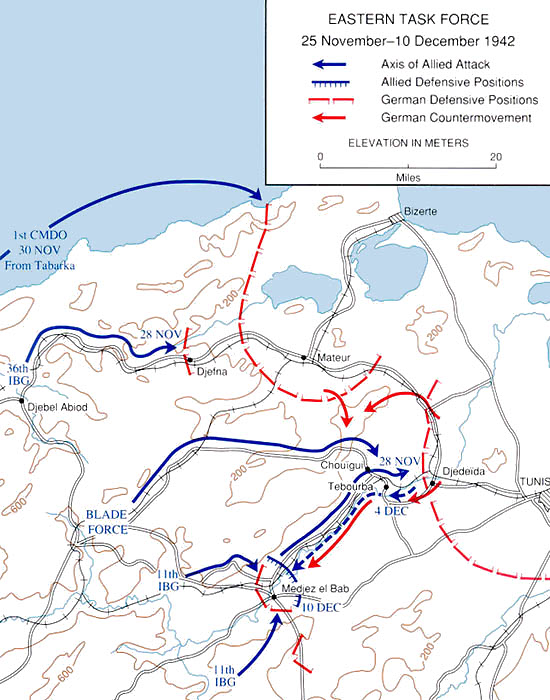
La "cursa per Tunis", hivern 1942/43

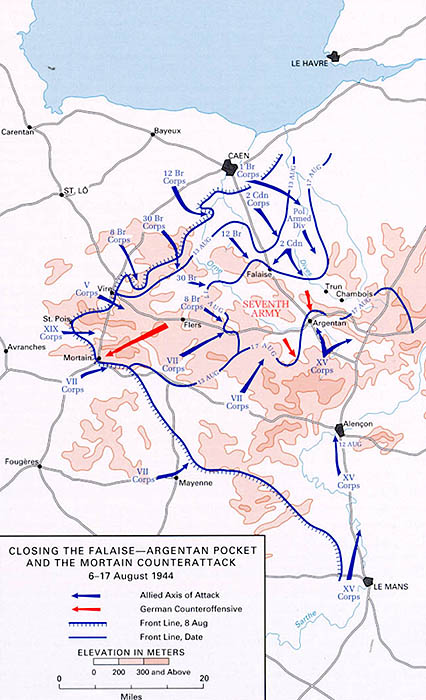
La bossa de Falaise

L'ofensiva de les Ardenes

El 5è Exèrcit Panzer (alemany: 5. Panzerarmee), també anomenat Grup Panzer de l'Oest (alemany: Panzergruppe West , va ser creat el 8 de desembre de 1942. Va combatre contra els Aliats al Nord d'Àfrica i al front oriental. Va ser creat a partir de la reconstrucció del LXXXX Cos d'Exèrcit. Es va rendir a la Bossa del Ruhr el 1945.

## Història

### Àfrica del Nord
El 5è Exèrcit Panzer va ser creat el 8 de desembre de 1942 com una unitat blindada per a la defensa de Tunísia dels atacs aliats, que estava sent amenaçat després de l'èxit de l'operació Torxa. El 5è Exèrcit va lluitar al costat del Primer Exèrcit italià com a part del Grup d'Exèrcits Àfrica. El 5è Exèrcit va capitular el 13 de maig de 1943, juntament amb el seu comandant Generaloberst Hans-Jürgen von Arnim. I va ser dissolt oficialment el 30 de juny de 1943 .

### Normandia
El 5è Exèrcit va ser reformat el 24 de gener de 1944 com a Grup Panzer Oest, la reserva de blindats per a l'OB West. El seu nou comandant seria el  General der Panzertruppe Leo Geyr von Schweppenburg. La forma d'ús del Grup Panzer Oest en el cas d'una invasió aliada va ser objecte de molta controvèrsia entre el comandant del OB West, el Generalfeldmarschall Gerd von Rundstedt, i el comandant del Grup d'Exèrcits B, el Generalfeldmarschall Erwin Rommel.
Rundstedt creia que el Grup Panzer havia de mantenir-se en reserva a certa distància del front, per contraatacar les possibles penetracions dels Aliats. No obstant això, Rommel estava convençut que l'aviació i l'artilleria aliada no permetria als alemanys la llibertat de moviment de les grans formacions, pel que insistí en el fet que els panzers s'haurien de desplegar molt més a prop del front. Hitler es va negar a permetre als seus comandants que moguessin el Grup Panzer sense el seu consentiment explícit, així que quan la invasió aliada va començar el 6 de juny de 1944, El Grup Panzer de l'Oest va romandre immòbil. Dos dies després de la invasió, Schweppenburg va ser ferit en un atac aeri contra la seu del seu quarter general i va ser reemplaçat per Heinrich Eberbach.
El Grup Panzer va lluitar contra les forces aliades a Normandia, sofrint grans pèrdues. En la seva retirada cap a l'interior de França, moltes de les seves divisions van quedar atrapades a la Bossa de Falaise. Després que les restes destrossades del Grup Panzer escapessin de Falaise, es va iniciar una retirada cap a la frontera alemanya.

### Les Ardenes
A l'agost, els elements restants del Grup Panzer de l'Oest es van reorganitzar com 5è Exèrcit Panzer, una formació de combat que romangué en acció sota el títol de Grup Panzer Eberbach. Després d'un breu període sota el comandament de Sepp Dietrich, el comandament de l'exèrcit va passar a Hasso von Manteuffel.
Al novembre, el 5è Exèrcit Panzer va començar a concentrar-se a les Ardenes, al costat del recentment format 6è Exèrcit Panzer SS, comandat per Dietrich. Les dues formacions van prendre part en la batalla de les Ardenes, el 5è Exèrcit Panzer va sofrir grans pèrdues en els combats als voltants de Bastogne i en les batalles al voltant de Houyet, Celles i Dinant, a Bèlgica. Després que l'ofensiva fracassés, el 5è Exèrcit va continuar la seva lluita en la seva retirada cap a la frontera alemanya.
Al març, va participar en els esforços per eliminar el cap de pont aliat sobre el riu Rin a Remagen. El 5è Exèrcit Panzer quedà envoltat i atrapat a la bossa del Ruhr, i es va rendir el 17 d'abril de 1945 .

## Composició
Àfrica
- 17 de desembre de 1942

- Stab der Panzerarmee
- 10. Panzer-Division
- von Broich
- 20. Flak-Division (Luftwaffe)
- I. / Flak-Regiment 54 (Luftwaffe)
- II. / Flak-Regiment 54 (Luftwaffe)
- Abwehrgruppe 210
- Propaganda-Zug Tunis
- Armee Reserve
- Panzer-Abteilung 190
- Schwere Panzer-Abteilung 501
- Panzer-Aufklärungs-Abteilung 190
- Division Imperiali (italiana)

- 1 de gener de 1943)

- 10. Panzer-Division (en transit)
- Division “Hermann Göring” (en transit)
- 334. Infanterie-Division (en transit)
- Grenadier-Regiment 47 (LL) (en transit)

Panzergruppe West
- 15 de juliol de 1944:

- XXXXVII Panzerkorps
- II. SS-Panzerkorps
- I. SS-Panzerkorps
- LXXXVI. Armeekorps

2. Orde de batalla
- 15 d'agost de 1944

- II. SS-Panzerkorps
- I. SS-Panzerkorps
- LXVII. Armeekorps
- LXXIV. Armeekorps
- LXXXVI. Armeekorps

- 28 de septembre de 1944:

- XXXXVII. Panzerkorps
- LVIII. Panzerkorps

- 5 de novembre de 1944:

- LXXXI. Armeekorps
- LXXXVI. Armeekorps
- XII. SS-Armeekorps

- 31 de desembre de 1944

- LVIII. Panzerkorps
- XXXIX. Panzerkorps
- XXXXVII. Panzerkorps,
- . SS-Panzerkorps

- 19 de febrer de 1945

- LXVI. Armeekorps
- LXVII. Armeekorps
- LXXIV. Armeekorps

## Comandants

### 5è Exèrcit Panzer (Nort d'Àfrica)
- General der Artillerie Heinz Ziegler (3 de desembre de 1942 - 20 de febrer de 1943)
- Generaloberst Hans-Jürgen von Arnim (20 de febrer de 1943 - 28 de febrer de 1943)
- General der Panzertruppe Gustav von Vaerst (28 de febrer de 1943 - 9 de maig de 1943)

### Grup Panzer de l'Oest
- General der Panzertruppe Leo Geyr von Schweppenburg (febrer de 1944 - 8 de juny de 1944)
- General der Panzertruppe Heinrich Eberbach (8 de juny de 1944 - 9 d'agost de 1944)

### 5è Exèrcit Panzer (França)
- General der Panzertruppe Heinrich Eberbach (2 de juliol de 1944 - 9 d'agost de 1944)
- SS Oberstgruppenführer Sepp Dietrich (9 d'agost de 1944 - 9 de setembre de 1944)
- General der Panzertruppe Hasso von Manteuffel (9 de setembre de 1944 - 8 de març de 1945)
- Generaloberst Josef Harpe (8 de març de 1945 - 17 d'abril de 1945)